# أغبالو (إقليم ميدلت)
أغبالو هي قرية مغربية وسط غربي المغرب، تنتمي لإقليم ميدلت في جهة درعة تافيلالت. إجمالي السكان فيها نحو 8292 نسمة (إحصاء 2004).